# Anomalon menlongus
Anomalon menlongus är en stekelart som beskrevs av Wang 1982. Anomalon menlongus ingår i släktet Anomalon och familjen brokparasitsteklar. Inga underarter finns listade i Catalogue of Life.